# José María Muñoz Ibáñez
José María Muñoz Ibáñez (Baracaldo, 27 de febrero de 1930 - 17 de diciembre de 1997) fue un sacerdote y dibujante vasco.

## Biografía
Ingresó en el Seminario y a finales de los años 1940 comenzó a hacer sus primeros dibujos en el Seminario menor de Castillo Elejabeitia. Después pasó al Seminario de Vitoria. Fue totalmente autodidacta en el aspecto artístico. Eran años en que se vivía en el Seminario de Vitoria y en la Diócesis una profunda dimensión humanística, que era el sustrato de una evangelización adecuada a la realidad. Cabe resaltar a los sacerdotes José Miguel de Barandiarán en el campo de la antropología y arqueología, Manuel de Lekuona en el de la lingüística, José María Arizmendarrieta como creador del cooperativismo vasco entre otros muchos nombres.
En el Seminario había un ambiente propicio al cultivo de los valores artísticos y Muñoz tuvo la suerte de coincidir con un grupo de compañeros que tenían una especial afición por las artes plásticas: Iñaki Landa, Iñaki García Ergüín y Rapel Menchaca; y con un rector, Isidro Larrauri, que les apoyó y les ayudó a formarse en el arte y a dedicarse a él. Los dos Iñakis abandonaron el Seminario, pero Rapel y José Mari continuaron juntos tanto su vocación sacerdotal como su dedicación al arte, desde finales de los años 1950, y llegaron a formar un tándem con una gran sintonía tanto en ideas como en criterios estéticos.
Se ordenó sacerdote en Derio en 1957 y su primer destino pastoral fue Otxaran (Zalla). El primer encargo artístico importante se lo hizo el Obispo Gúrpide, de Bilbao: diseñar las vidrieras del Seminario de Derio. Después pasó a la parroquia de Cruces, donde estuvo treinta años. Los últimos años trabajó con Rapel, en el Departamento de Cultura del Obispado de Bilbao, encargándose del patrimonio artístico de la Diócesis. Simultaneó su entrega pastoral a la gente, que para él era algo fundamental, con su dedicación al arte.

## Estilo artístico
Una de las primeras influencias de Muñoz es la escuela vasca y, en concreto, Jorge de Oteiza, que, en los años 1960, estaba realizando los apóstoles para el Santuario de Arantzazu. Se aprecia este estilo en el diseño para los murales de la iglesia de los santos Justo y Pastor de Otxarkoaga. Maneja un estilo expresionista, con formas simplificadas próximas a la abstracción, resaltan las figuras estilizadas con oquedades y una composición geométrica. Los tonos se reducen: gris sobre fondo oscuro, amarillos terrosos, blancos para las luces.
Dominó muchos géneros, técnicas y estilos. Fue un virtuoso del arte, controlaba los diversos estilos, sabía adaptarse a las circunstancias y a las exigencias de los espacios donde se plasmaban sus obras. Fue un artista moderno, comprometido con el mundo contemporáneo que le tocó vivir.
Conocía el mundo artístico clásico. Dominaba el estilo realista y figurativo. Asumía la temática religiosa, cuando se le solicita, pero no de una manera rancia. Evoluciona de un estilo más solemne y expresionista hacia el estilo pop europeo de los años 1960, de tono más agresivo. Este estilo se ve, sobre todo, en sus carteles, que recuerdan al historietista francés Philippe Druillet.
Destacan sus diseños para vitrales. Hay obras suyas en el País Vasco, Madrid, en Francia, en las iglesias de San Vicente y Pedernales de Ecuador. También hizo pinturas al óleo, trabajos en taracea, esculturas, dibujos. Hizo diseños de capillas, de sagrarios, de mobiliarios de presbiterio, de tallas de madera, de vía crucis. Una parte muy importante de su producción son las ilustraciones. Ilustró libros, cuentos, hizo carteles.

## Obras
Su lista de creaciones artísticas es amplia, aunque falta por hacer un inventario completo y un estudio de su obra. Sus murales y vitrales han aparecido frecuentemente en la revista “Los Ríos” de Misiones Diocesanas Vascas y en ambientes del entorno misionero.

### País Vasco
Realizó diseños para murales y para mosaicos de diversas iglesias de Bizkaia. Entre ellos, los bocetos para los murales de la iglesia de los santos Justo y Pastor de Otxarkoaga, en Bilbao. No llegaron a realizarse los murales, pero se terminaron colocando en el templo unas fotografías ampliadas de los bocetos. Sus bocetos se pueden ver en el Museo Diocesano de Bilbao (MDAS).
Numerosos templos vizcaínos tienen vidrieras diseñadas por Muñoz: Santuario de Urkiola en Abadiño, parroquia de Bakio, iglesia de las Aliadas de Bilbao, colegio Madre de Dios de Enekuri, iglesia de los Pasionistas de Begoña, Museo Diocesano de Bilbao, parroquia Axpe de Busturia, salón de actos del Seminario menor y capilla del Seminario mayor de Bilbao, capilla de la ikastola de Euba, iglesia de los Trinitarios de Algorta de Getxo, parroquia de Igorre, parroquia de la Sagrada Familia de Portugalete.

#### Urkiola, raíces y universalidad
El Santuario de Urkiola es una síntesis del arte de Muñoz, del trabajo artesanal de Peli Romarategui, de las raíces vascas y de los ideales misioneros. El gran mural de 170 metros cuadrados del interior del Santuario diseñado por Muñoz y ejecutado por Romarategui representa simbólicamente a Jesús, como árbol de la vida y abarca el círculo cromático de las cuatro estaciones. Un conjunto de vitrales diseñados también por Muñoz y realizados por Romarategui representan a los elementos de la naturaleza, la flora del entorno y a las distintas ermitas de Urkiola.

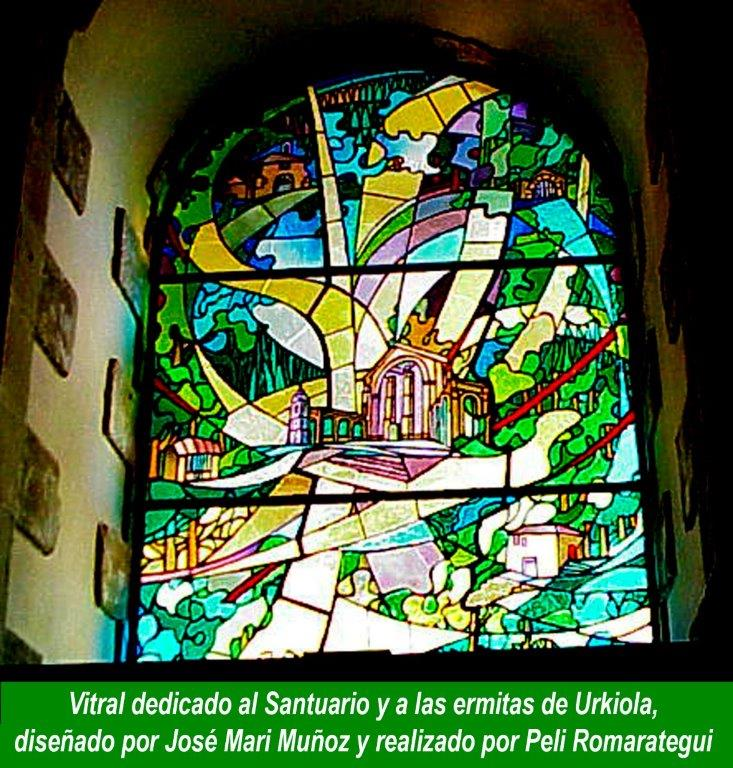
Vitral dedicado al Santuario de Urkiola y a las ermitas de la zona - Muñoz y Romarategui
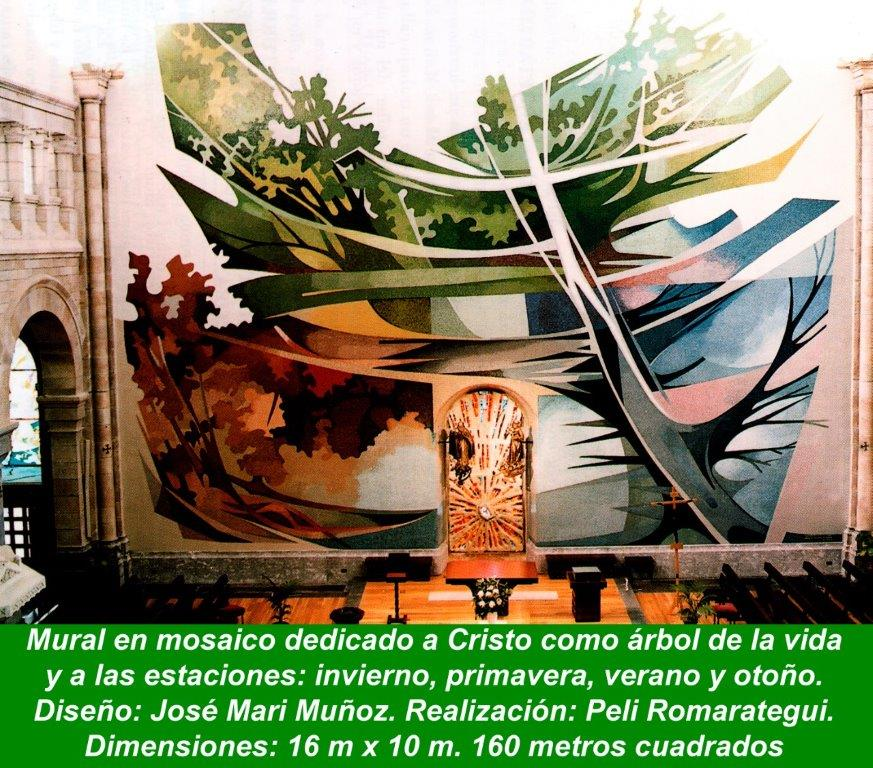
Cristo como árbol de la vida y las estaciones - Muñoz y Romarategui
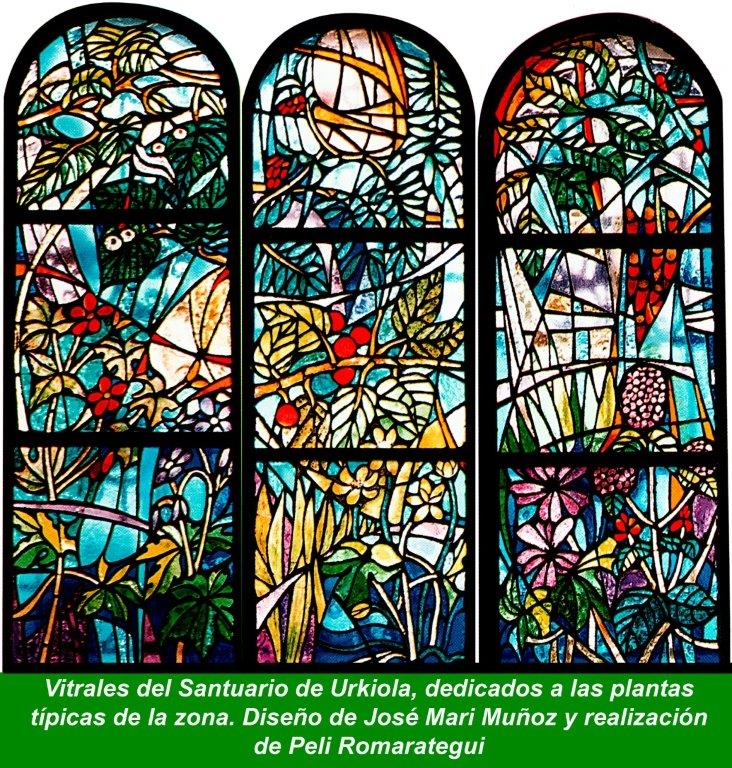
Vitrales dedicados a las plantas típicas de la zona - Muñoz y Romarategui

### Obras proféticas en Ecuador

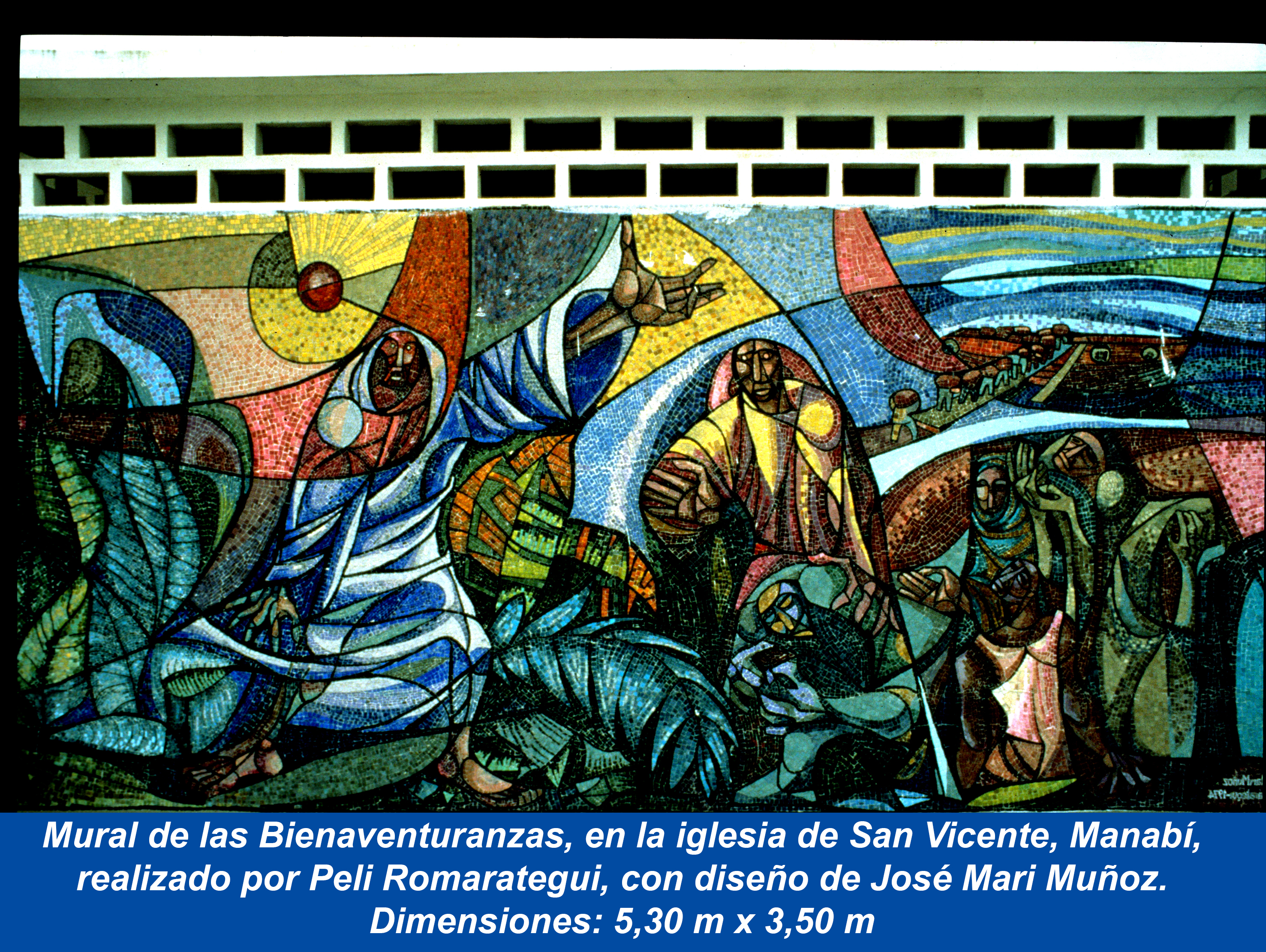

Las obras de Muñoz son vanguardistas y contemporáneas. Por ejemplo, sus obras ecuatorianas pueden calificarse de proféticas: no sólo pinta la realidad sino lo que va a suceder. Por eso, su arte es energía y abre vías al futuro.
Sus cuatro grandes obras en Ecuador, vitrales y mosaicos, están ubicadas en las iglesias de San Vicente y Pedernales.
La iglesia de San Vicente es considerada un canto profético de contemplación de la vida con el mar como gran retablo, donde los autores fueron tres niños que no tenían una visión temerosa de la religión y miraban el mundo con esperanza: Antonio Pérez de San Román el arquitecto de la iglesia, Muñoz y Peli Romarategui. El mosaico de las bienaventuranzas situado en la fachada de la iglesia muestra el sermón de la montaña y refleja el profetismo de la iglesia latinoamericana.

Es una experiencia recomendable estar en la playa de San Vicente, junto a la inmensidad del mar y situarse frente al gran mural de la naturaleza, que canta: “Mares, ríos y montes, bendecid al Señor”. El resto de vitrales de la iglesia de San Vicente “Ven, Señor, Jesús” y “Hasta que vengas” contribuyen a esta visión esperanzadora.
El vitral de la iglesia de Pedernales muestra a un Cristo liberador, que es entregado por el Padre a la comunidad y lleva tras de sí un viento de libertad. Campesinado y pescadores de Pedernales forman un círculo comunitario en torno a Cristo y ofrecen el mejor fruto: un niño. Pero en realidad, las explicaciones del vitral, ni siquiera las fotos, valen mucho, ante la contemplación directa de semejante obra maestra, porque a la belleza profunda del diseño de Muñoz (comentaba que lo hizo sabiendo que iba a ser Romarategui el realizador y podía proponerle un desafío extraordinario de ejecución) se une la perfección de la obra de Romarategui, que trabajó cada vidrio, cada arista, creando efectos e irisaciones, que se descubren, sobre todo, cuando se contempla el vitral en el crepúsculo del amanecer o del atardecer.
El mural o mosaico de Pedernales, es considerada la obra maestra de Muñoz. En esta obra, además de mostrar su profunda experiencia artística, Muñoz asumió mucho del estilo latinoamericano. El mural es una fiesta, la fiesta de los pobres que se organizan buscando la liberación. Una mujer joven montubia representa a María. Hombres y mujeres trabajan, caminan y se abrazan. Los animales, las plantas, la naturaleza y el mar, se unen a la fiesta. Tras el terremoto del año 2016, se reconstruyeron el mural y el vitral, con una parte de la iglesia.

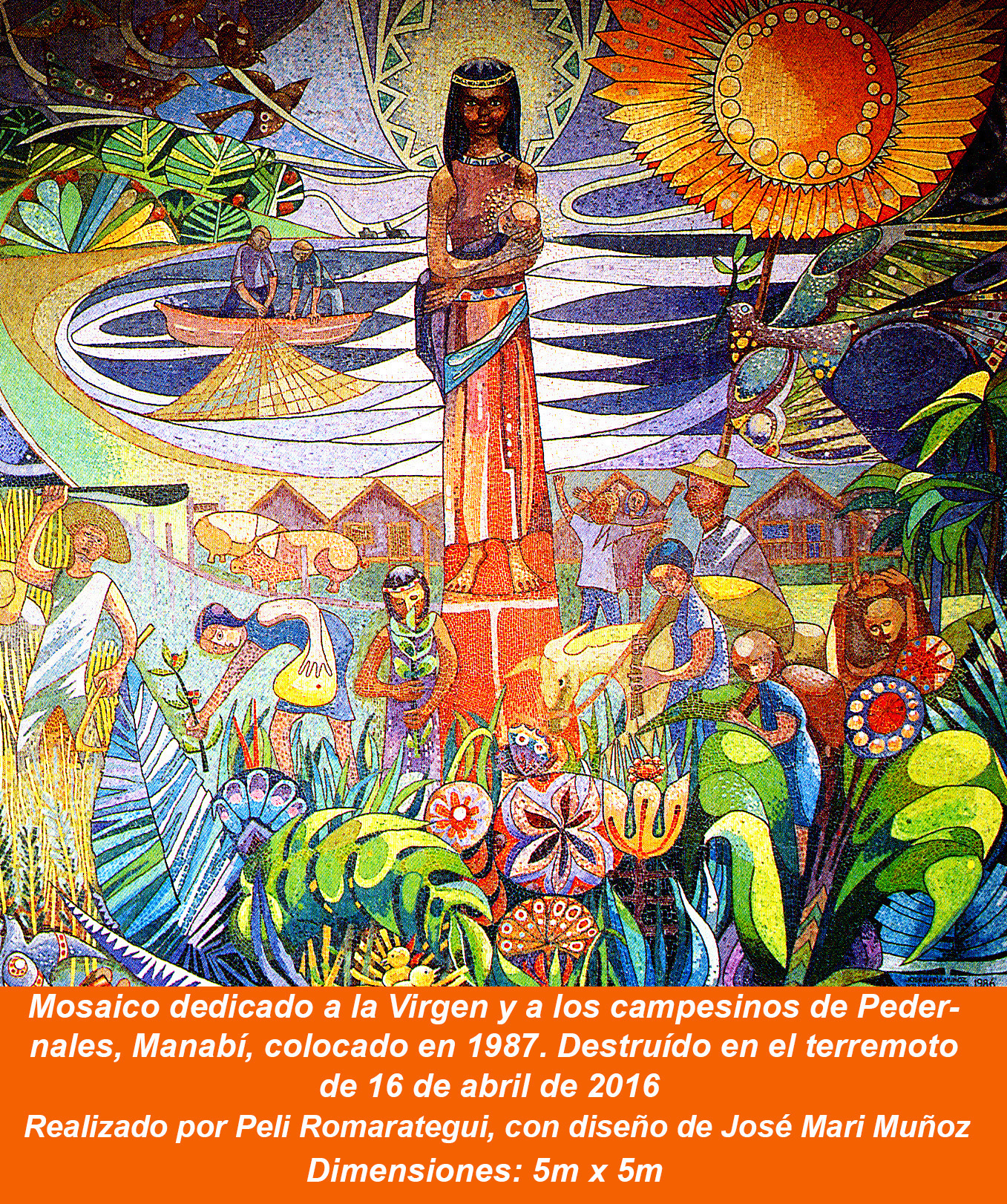

## Premios y reconocimientos
- 2017 Homenaje en el 20 aniversario de su fallecimiento en la Revista Los Ríos de Misiones Diocesanas, nº 256.[2][7]